# Кунг-фу панда 3
«Кунг-фу панда 3» (англ. Kung Fu Panda 3) — американо-китайский компьютерно-анимационный комедийный фильм о боевых искусствах 2016 года, созданный студиями DreamWorks Animation, China Film Group Corporation, Oriental DreamWorks и Zhong Ming You Ying Film и распространяемый студией 20th Century Fox. Это третий мультфильм франшизы «Кунг-фу панда» и продолжение мультфильма «Кунг-фу панда 2» (2011). Режиссёрами фильма выступили Дженнифер Ю Нельсон и Алессандро Карлони (в его полнометражном режиссёрском дебюте), сценаристами — Джонатан Айбел и Гленн Бергер.
Джек Блэк, Дастин Хоффман, Анджелина Джоли, Люси Лью, Сет Роген, Дэвид Кросс, Джеймс Хонг и Джеки Чан повторяют свои роли из предыдущих фильмов, а Рэндалл Дук Ким повторяет роль Угвея из первого фильма. К ним присоединяются Брайан Крэнстон (заменивший Фреда Таташора, который озвучил Мастера Медведя), Дж. К. Симмонс и Кейт Хадсон в ролях Ли Шаня, Кая и Мэй Мэй соответственно. По сюжету По воссоединяется со своим родным отцом и обнаруживает существование тайной деревни панд, но вскоре должен научиться осваивать ци и готовить панд к борьбе с Каем, духовным воином, намеревающемся уничтожить наследие Угвея. Фильм был посвящён Нэнси Бернштейн, которая занимала должность руководителя производства в DreamWorks Animation, так как она умерла 18 сентября 2015 года в возрасте 55 лет от колоректального рака.
Премьера мультфильма состоялась 16 января 2016 года в китайском театре TCL в Лос-Анджелесе. Он получил ограниченный прокат в Китае 23 января 2016 года для специального трёхчасового предварительного просмотра и был выпущен в США 29 января 2016 года в формате 3D, заработав 521 миллион доллар по всему миру при бюджете в 145 миллионов долларов, став вторым самым кассовым фильмом, выпущенным в январе после «Снайпера». Фильм получил в целом положительные отзывы; критический консенсус сайта «Rotten Tomatoes» хвалит визуальные эффекты и повествование. Спин-офф «Кунг-фу панда: Лапки судьбы» транслировался на Amazon Prime Video с 16 ноября 2018 года по 4 июля 2019 года, в то время как мультсериал Кунг-фу панда: Рыцарь дракона" начал транслироваться на Netflix в июле 2022 года, в последнем из которых Блэк повторяет свою роль. Четвёртый мультфильм вышел спустя 8 лет, 8 марта 2024 года в США.

## Сюжет
В Мире Духов Великий Мастер Угвей был атакован своим бывшим братом по оружию — генералом Каем, намеренным отомстить ему и отобрать его силу Ци. Он вступает с ним в битву, но Кай побеждает благодаря 500-летним тренировкам и отбору энергии у всех пребывающих в Мире Духов мастеров, превращая Угвея в нефритовый амулет. Он решает вернуться в мир смертных, одолеть оставшихся мастеров кунг-фу и отобрать их энергию Ци.
Кай телепортируется на поле двух огородников, зайца и гуся. Там же он выпускает своих приспешников — братьев барсуков, дикобраза, гориллу и двух кабанов — нефритовых оживленцев, сделанных из энергии Ци побежденных мастеров, и приказывает им найти учеников Угвея. В это время мастер Шифу сообщает Воину Дракона По, что тот готов быть не только воином, но и учителем. И даёт По возможность провести тренировку Неистовой Пятёрки самому. Однако панда не справляется с уроком, и Тигрица, Обезьяна, Журавль, Богомол и Гадюка получают травмы и изматываются до предела.
Вечером расстроенный По, прогуливаясь около Нефритового Дворца, слышит разговор идущих мимо гусей, которые говорят, что По — балбес, не верят, что Угвей правильно избрал Воина Дракона. Затем после краткого разговора с Шифу По заявляет, что из него плохой учитель. Шифу же открывает По силу Ци на примере цветка.
В лапшичной Господина Пинга панда обнаруживает нового претендента на звание короля поедания пельмешек, которым оказывается не кто иной, как его настоящий отец Ли Шань. Ли приглашает сына с собой в Секретную деревню панд.
Неожиданно начинается битва Неистовой Пятёрки с оживленцами Кая, окончившаяся почти «вничью». По и его друзья отправляются в Нефритовый Дворец, где Шифу находит, а затем и читает вслух ученикам историю Кая. Давным-давно, Угвей и Кай сражались вместе, плечом к плечу. Кай, так же как и Угвей, был готов встать за друга горой, что бы ни случилось. Однажды во время битвы товарищи попали в засаду, где Угвей был тяжело ранен. Кай нёс его на руках много дней в поисках помощи. Так он вместе с ним дошёл до Секретной Деревни панд. Панды с помощью своей энергии Ци вылечили Угвея, а также научили его самого отдавать Ци. Его товарищ понял, что может стать всемогущим, и на свою же беду стал отбирать Ци у панд. Угвей был вынужден остановить Кая, изгнав его в Мир Духов. Теперь Кай вернулся, и он желает уничтожить всё наследие Угвея.
Через небольшое время Кай приходит в Долину Мира. Он побеждает мастеров Нефритового Дворца, забирая их Ци, и разрушает сам Дворец огромной статуей Угвея. Шифу при этом жертвует собой, чтобы позволить Тигрице сбежать. Последний уцелевший член Неистовой Пятёрки добирается до Секретной Деревни панд и передаёт По известие: Кай идёт!
Решающая битва происходит в той же деревне. В ходе её панды, Тигрица и По вместе со всей деревней одолевают оживленцев, а По пытается телепортировать Кая в Потусторонний Мир, но пальцевый захват Уси на нём не работает, так как Кай сам прибыл из Мира Духов. Поэтому По сам телепортируется в Мир Духов, прихватив с собой Кая, где он благодаря энергии Ци своих друзей раскрывает свою истинную сущность как Воина Дракона. В итоге панда побеждает врага, направив на него мощнейшую золотую волну Ци. Это разрывает Кая на мелкие частицы от переизбытка энергии. После победы По встречает освобождённого Угвея. Величайший мастер всех времён вручает По один из своих посохов и говорит, что не случайно избрал его Воином Дракона: он связывает прошлое и будущее кунг-фу.
По возвращается в мир живых и вместе с двумя отцами, Неистовой Пятёркой, освобожденными мастерами и сородичами прибывает назад в Долину Мира, где все они восстанавливают нанесённый Каем ущерб с помощью Ци.

## Роли озвучивали
| Актёр             | Роль                               |
| ----------------- | ---------------------------------- |
| Джек Блэк         | мастер По                          |
| Анджелина Джоли   | мастер Тигрица                     |
| Дэвид Кросс       | мастер Журавль                     |
| Сет Роген         | мастер Богомол                     |
| Люси Лью          | мастер Гадюка                      |
| Дастин Хоффман    | великий мастер Шифу                |
| Рэндалл Дук Ким   | великий мастер Угвей               |
| Джеки Чан         | мастер Обезьяна                    |
| Жан-Клод Ван Дамм | мастер Крок                        |
| Джеймс Хонг       | господин Пинг                      |
| Брайан Крэнстон   | Ли Шань отец По                    |
| Кейт Хадсон       | Мей Мей панда, танцовщица с лентой |
| Стил Гэгнон       | Бао                                |
| Дж. К. Симмонс    | Кай                                |

## Создание
В конце мая 2011 года сценаристы Джонатан Айбел и Гленн Бергер рассказали о возможном возвращении Жан-Клода Ван Дамма в «Кунг-фу панду 3», а также о возможном участии в ней Чака Норриса и Стивена Сигала. Премьера «Кунг-фу панды 3» намечена на 17 марта 2016 года в России и на Украине и 18 марта 2016 года в США.
Джеффри Катценберг, генеральный директор DreamWorks Animation, объявил в 2010 году, что франшиза «Кунг-фу Панды» будет иметь 6 фильмов в случае успеха третьего фильма. Создание «Кунг-фу Панды 3» было официально подтверждено в июле 2012 года Биллом Дамашком, главным креативным директором DWA.
Фильм будет сделан в Китае, как совместный проект DreamWorks Animation и Oriental DreamWorks в Шанхае, основанной в 2012 году для партнёрства между DreamWorks Animation и китайскими компаниями. Треть фильма будет создана в Китае, а остальная часть — на DWA. Это первый раз, когда полнометражный американский анимационный фильм будет создан совместно с китайской студией. Создатели фильма тесно сотрудничают с китайскими цензорами для обеспечения приемлемости фильма в государстве. Фильм со статусом «совместного производства» в Китае позволит компаниям-производителям обойти строгие квоты импорта страны и принять более высокий процент кассовых сборов.
«Кунг-фу Панда 3» был запланирован к выходу на 18 марта 2016 года. Фильм режиссёра Дженнифер Ю Нельсон, продюсер Мелисса Кобб, сценарий Джонатана Айбела и Гленна Бергера с Гильермо дель Торо в качестве исполнительного продюсера. Дель Торо заявил в интервью, что антагонист будет «самым грозным злодеем». 9 апреля 2013 года, было объявлено, что дата выхода фильма откатилась с 18 марта 2016 года до 23 декабря 2015 года. Было также объявлено, что Брайан Крэнстон, Мадс Миккельсен и Ребел Уилсон присоединятся к актёрскому составу фильма.
Частичное описание сюжета фильма было опубликовано в июньском выпуске 2013 года журнала License! Global: «Продолжая свои легендарные и улётные приключения, По должен столкнуться с двумя чрезвычайно эпическими, но очень различными угрозами: одной сверхъестественной и другой, чуть ближе к дому». Производство «Кунг-фу панды 3» началось в августе 2013 года.
В октябре 2013 года съемочная группа фильма провела неделю в Шанхае вместе с их партнёрами по производству на Oriental DreamWorks. Находясь там, они рассмотрели несколько элементов китайской культуры, с которыми их ознакомила команда ODW, чтобы помочь им включить некоторые традиции и приёмы кунг-фу в фильм. Они включают чайную церемонию, благовония, приёмы с высокими ударами ногами в кунг-фу, а также свадебные церемонии династий Тан, Чжао и Цин.
В мае 2014 года генеральный директор DreamWorks Animation Джеффри Катценберг выступил перед прессой коротко о фильме. Говоря о значении хорошего юмора в фильмах его компании, он заявил, что «Кунг-фу Панда 3» будет более комедийным. Он по своей атмосфере будет ближе к первому фильму, чем ко второму. Во второй части франшизы описывалось прошлое По со множеством мрачных элементов.
В конце августа 2014 года в сеть попал снимок стенда с концепт-артами из «Кунг-фу панды 3». На одном из них изображён дракон, на другом — мрачная фигура загадочного злого мастера кунг-фу.
11 декабря 2014 года стало известно о возвращении к начальной дате выпуска — 18 марта 2016. Это связано с большими рисками конкуренции с новым эпизодом «Звёздных войн», премьера которого состоится в декабре 2015 года.
Согласно данным сайта movieinsider.com, по состоянию на 16 февраля 2015 года завершена основная часть съёмки фильма. Проводится работа над звуковыми эффектами, музыкой и визуализацией (спецэффектами).
В апреле 2015 года дата премьеры фильма вновь была перенесена с 18 марта 2016 на 29 января 2016 года в США и на 28 января того же года в России.
11 июня 2015 года в официальном твиттере DreamWorks Animation было анонсировано, что тизер-трейлер фильма выйдет 18 июня 2015 года.

## Музыка
25 июля 2014 года было объявлено, что Ханс Циммер вернется, чтобы работать над музыкой фильма. В партитуру входят выступления известных азиатских музыкантов, таких как китайский пианист Лан Лан, китайский виолончелист Цзянь Ван, виртуоз Эрху Карен Хуа-Ци Оттоссон (в третий раз вернулся на Kung Fu Panda 3, на этот раз не только на эрху, но и на чжунху и Gaohu), музыкант Erhu Guo Gan, тайваньский поп-певец Джей Чоу и канадско-тайваньский молодой певец Патрик Браска. Альбом саундтрека был выпущен 22 января 2016 года. Джон Пауэлл, который сотрудничал с Циммером в первых двух фильмах, не вернулся к третьей партии из-за работы над фильмом «Пэн: Путешествие в Нетландию». Часть альбома включает в себя мелодию из песни «I’m So Sorry» рок-группы Imagine Dragons. Группа The Vamps записала песню «Kung Fu Fighting» для саундтрека. Китайский певец Лу Хань также записал песню «Deep» для фильма.
| №   | Название                              | Исполнитель(ли)                                          | Длительность |
| --- | ------------------------------------- | -------------------------------------------------------- | ------------ |
| 1.  | «Oogway's Legacy»                     | Ханс Циммер, Лан Лан                                     | 2:00         |
| 2.  | «Hungry for Lunch»                    | Ханс Циммер                                              | 1:15         |
| 3.  | «The Power of Chi»                    | Ханс Циммер                                              | 4:12         |
| 4.  | «The Arrival of Kai»                  | Ханс Циммер                                              | 2:01         |
| 5.  | «A New Father»                        | Ханс Циммер                                              | 3:13         |
| 6.  | «The Hall of Heroes»                  | Ханс Циммер                                              | 2:59         |
| 7.  | «The Legend of Kai»                   | Ханс Циммер                                              | 4:01         |
| 8.  | «The Panda Village»                   | Ханс Циммер                                              | 3:39         |
| 9.  | «Mei Mei's Ribbon Dance»              | Ханс Циммер                                              | 2:05         |
| 10. | «Jaded»                               | Ханс Циммер                                              | 3:54         |
| 11. | «How To Be a Panda»                   | Ханс Циммер                                              | 1:53         |
| 12. | «Portrait of Mom»                     | Ханс Циммер, Лан Лан                                     | 1:48         |
| 13. | «Po Belongs»                          | Ханс Циммер, Лан Лан                                     | 2:52         |
| 14. | «Kai is Closer»                       | Ханс Циммер                                              | 3:15         |
| 15. | «Two Fathers»                         | Ханс Циммер                                              | 3:11         |
| 16. | «The Battle of Legends»               | Ханс Циммер                                              | 3:31         |
| 17. | «The Spirit Realm»                    | Ханс Циммер                                              | 3:18         |
| 18. | «The Dragon Warrior»                  | Ханс Циммер                                              | 2:51         |
| 19. | «Passing the Torch»                   | Ханс Циммер                                              | 4:15         |
| 20. | «Father and Son»                      | Ханс Циммер                                              | 3:00         |
| 21. | «Kung Fu Fighting (Celebration Time)» | Shanghai Roxi Musical Studio Choirs, Metro Voices London | 2:59         |
| 22. | «Try»                                 | Джей Чоу, Патрик Браска                                  | 4:00         |
| 23. | «Kung Fu Fighting»                    | The Vamps                                                | 3:05         |

| №  | Название      | Исполнтель(и) | Длительность |
| -- | ------------- | ------------- | ------------ |
| 1. | «Deep (海底)» | Лу Хань       | 4:02         |

| №  | Название          | Исполнитель        | Длительность |
| -- | ----------------- | ------------------ | ------------ |
| 1. | «Do or Die»       | 30 Seconds to Mars | 4:08         |
| 2. | «Blitzkrieg Bop»  | The Ramones        | 2:14         |
| 3. | «Beloved Beloved» | VNV Nation         | 7:23         |